# Región de Sud-Comoé
Sud-Comoé es una de las 19 regiones que componen Costa de Marfil. La capital es Aboisso. Ocupando 6.250 km², su población es de (2002 estimado) 536.500 habitantes. 

## Departamentos
Está formada por los siguientes departamentos, que se muestran con población de mayo de 2014:
- Aboisso 307,852
- Adiaké 83,547
- Grand-Bassam 179,063
- Tiapoum 72,158[2]